# Pica-pau-de-cara-canela
Pica-pau-de-capacete ou pica-pau-de-cara-canela (nome científico: Celeus galeatus) é uma espécie de ave pertencente à família dos picídeos. Pode ser encontrada no extremo nordeste da Argentina, sudeste do Brasil e leste do Paraguai.